# Trastorno fisiológico de las plantas

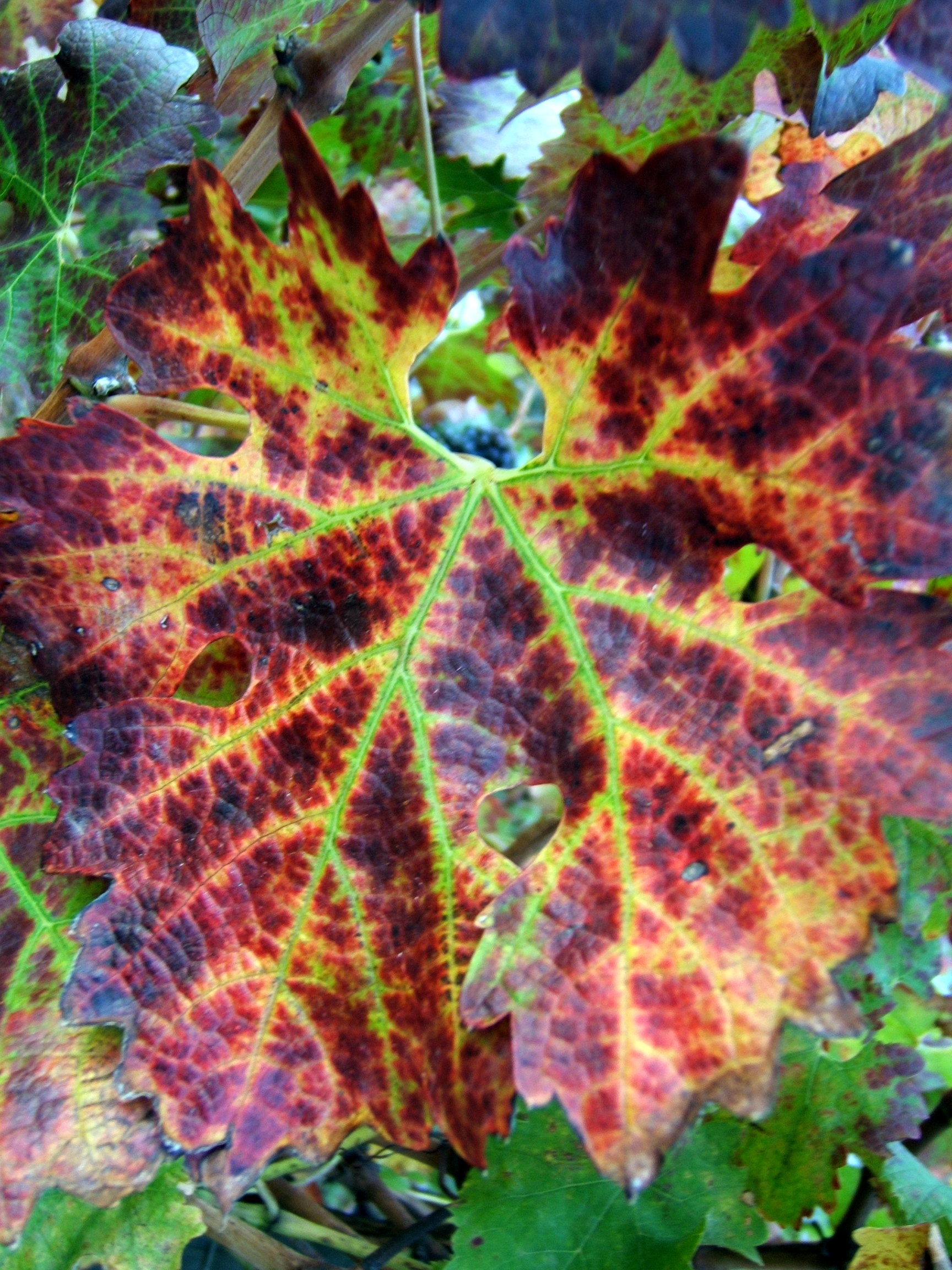
Déficit de micronutrientes, vid.

Los desórdenes o trastornos fisiológicos de las plantas son causados por condiciones no patológicas tales como poca luz, clima adverso, anegamiento, compuestos fitotóxicos o falta de nutrientes, y afectan el funcionamiento del sistema de la planta. Los trastornos fisiológicos se distinguen de las enfermedades de las plantas causadas por patógenos, como un virus o un hongo. Si bien los síntomas de los trastornos fisiológicos pueden parecer similares a los de una enfermedad, por lo general se pueden prevenir alterando las condiciones ambientales. Sin embargo, una vez que una planta muestra síntomas de un trastorno fisiológico, es probable que se reduzca el crecimiento o el rendimiento de esa temporada.

## Diagnóstico de trastornos
El diagnóstico de la causa de un trastorno (o enfermedad) fisiológico puede ser difícil, pero existen muchas guías en línea que pueden ayudar con esto. Algunos ejemplos son: Trastornos abióticos de las plantas: Síntomas, signos y soluciones; Guía de diagnóstico de maíz de Georgia; Diagnóstico de problemas de plantas (Kentucky); y Diagnóstico de problemas de plantas (Virginia).

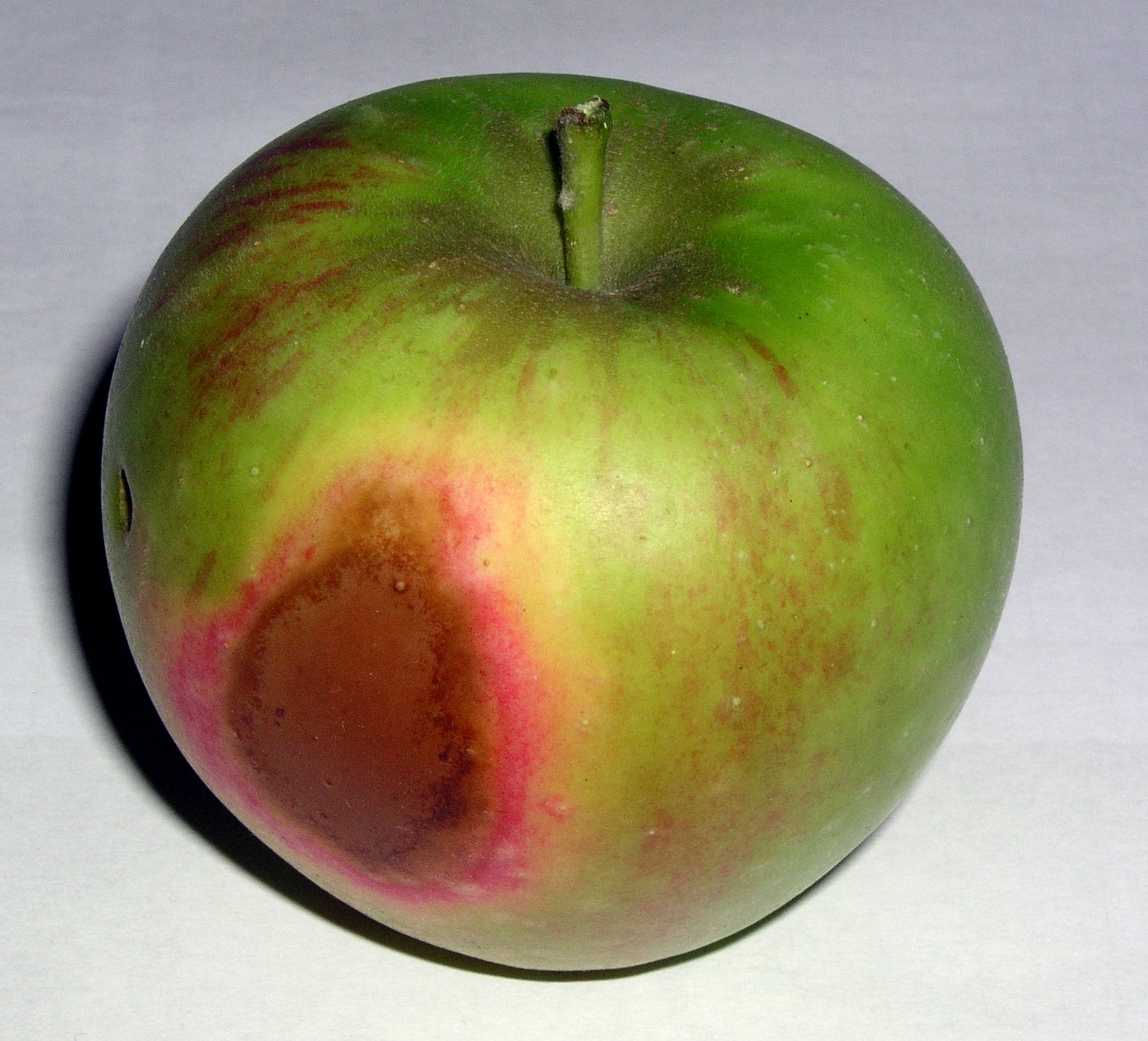
Quemaduras de sol en manzana.

Algunos consejos generales para diagnosticar enfermedades de las plantas:
- Examinar dónde aparecen por primera vez los síntomas en una planta: ¿en hojas nuevas, hojas viejas o en todas partes?
- Tener en cuenta el patrón de cualquier decoloración o coloración amarillenta: ¿está por todas partes, entre las venas o alrededor de los bordes? Si solo las venas son amarillas, es probable que la deficiencia no esté involucrada.
- Tener en cuenta los patrones generales en lugar de observar plantas individuales: ¿están los síntomas distribuidos en un grupo de plantas del mismo tipo que crecen juntas? En caso de deficiencia todas las plantas deben ser igualmente afectadas, aunque la distribución dependerá de los tratamientos anteriores aplicados al suelo.
- El análisis del suelo, como la determinación del pH, puede ayudar a confirmar la presencia de trastornos fisiológicos.
- Tener en cuenta las condiciones recientes, como fuertes lluvias, sequías, heladas, etc., también puede ayudar a determinar la causa de los trastornos de las plantas.

## Daño por el clima

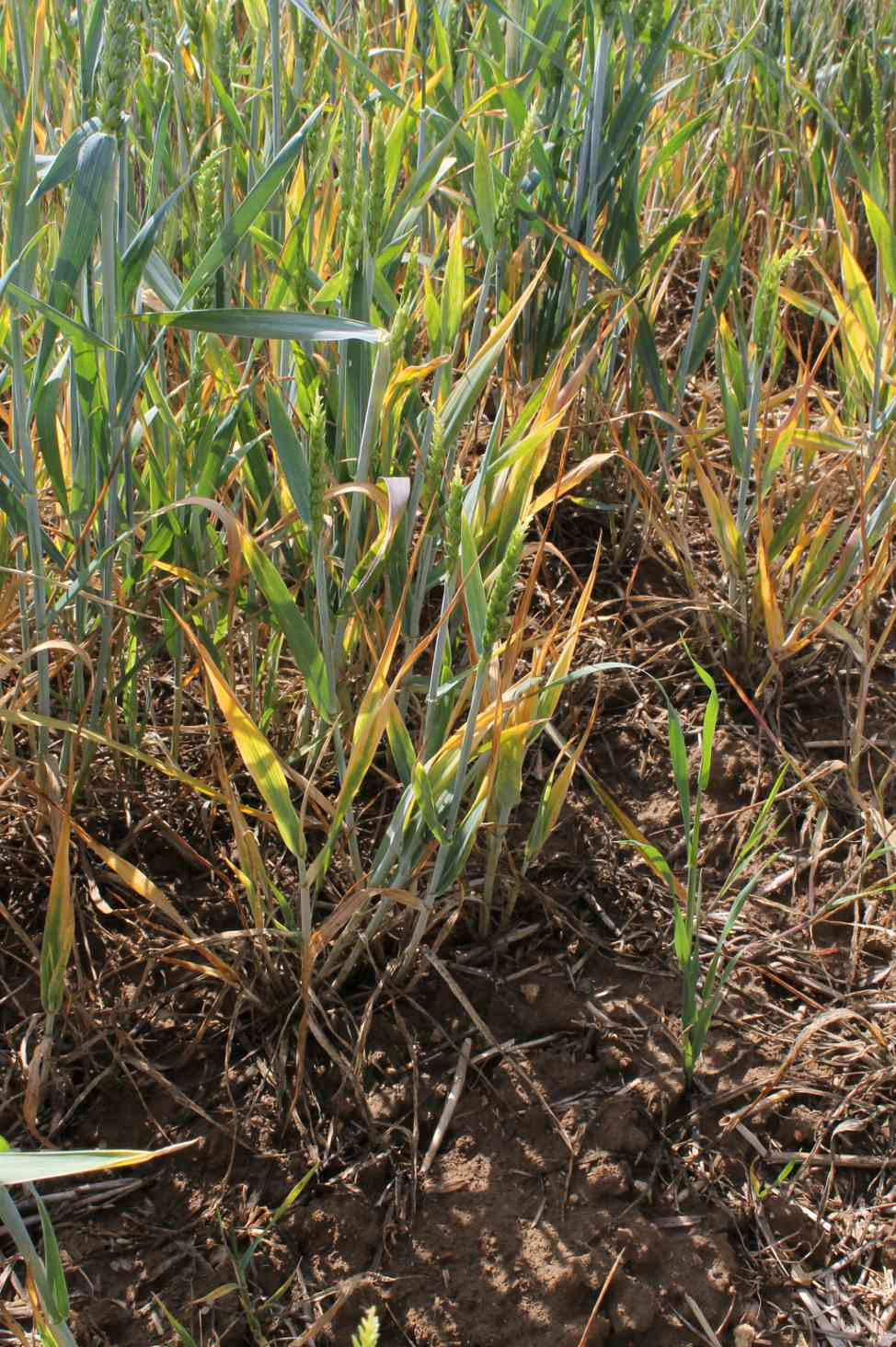
Sequía

Las heladas y el frío son las principales causas de daños en los cultivos de las plantas tiernas, aunque las plantas resistentes también pueden sufrir si el nuevo crecimiento se expone a una fuerte helada después de un período de clima cálido. Los síntomas suelen aparecer de la noche a la mañana y afectan a muchos tipos de plantas. Las hojas y los tallos pueden volverse negros, y los capullos y las flores pueden decolorarse, y las flores escarchadas pueden no producir frutos. Muchas plantas anuales, o plantas que crecen en áreas libres de heladas, pueden sufrir daños cuando la temperatura del aire cae por debajo 4 grados Celsius. Las plantas tropicales pueden comenzar a experimentar daños por frío cuando la temperatura es de 5 a 9 °C, los síntomas incluyen marchitamiento de la parte superior de los tallos y/u hojas, y ennegrecimiento o ablandamiento del tejido de la planta.
Los daños por heladas o frío se pueden evitar asegurándose de que las plantas tiernas estén bien endurecidas antes de plantarlas, y que no se planten demasiado temprano en la temporada, antes de que haya pasado el riesgo de heladas. Evite plantar plantas susceptibles en focos de heladas o donde recibirán el sol de la mañana. Proteja los brotes jóvenes y la floración con vellón hortícola si se pronostican heladas. Los vientos fríos y secos del este también pueden inhibir severamente el crecimiento de la primavera, incluso sin una helada real, por lo que es importante un refugio adecuado o el uso de cortavientos.
La sequía puede hacer que las plantas sufran estrés hídrico y se marchiten. Se requiere riego adecuado durante períodos prolongados de calor y sequía. En lugar de un riego diario superficial, durante una sequía, el agua debe dirigirse hacia las raíces, asegurándose de que el suelo esté completamente empapado, dos o tres veces por semana. Los mantillos también ayudan a conservar la humedad del suelo y mantienen las raíces frescas.
Las fuertes lluvias, especialmente después de períodos prolongados de sequía, también pueden hacer que las raíces se partan, que las cebollas se partan (se partan en la base), que los tomates se partan y que las papas se deformen o se ahuequen. El uso de mantillos o la adición de materia orgánica como hojas de moho, compost o estiércol bien descompuesto al suelo ayudará a actuar como un "amortiguador" entre cambios repentinos en las condiciones. El anegamiento puede ocurrir en suelos mal drenados, particularmente después de fuertes lluvias. Las plantas pueden volverse amarillas y atrofiadas, y tenderán a ser más propensas a la sequía y las enfermedades. Mejorar el drenaje ayudará a paliar este problema.
El granizo puede dañar las frutas de piel blanda y también puede permitir que la podredumbre marrón u otros hongos penetren en la planta. Las manchas o líneas marrones en un lado de una manzana madura son indicativas de una tormenta de granizo de primavera.
Las plantas afectadas por estrés salino pueden tomar agua del suelo, debido a un desequilibrio osmótico entre el suelo y la planta.

## Deficiencias de nutrientes

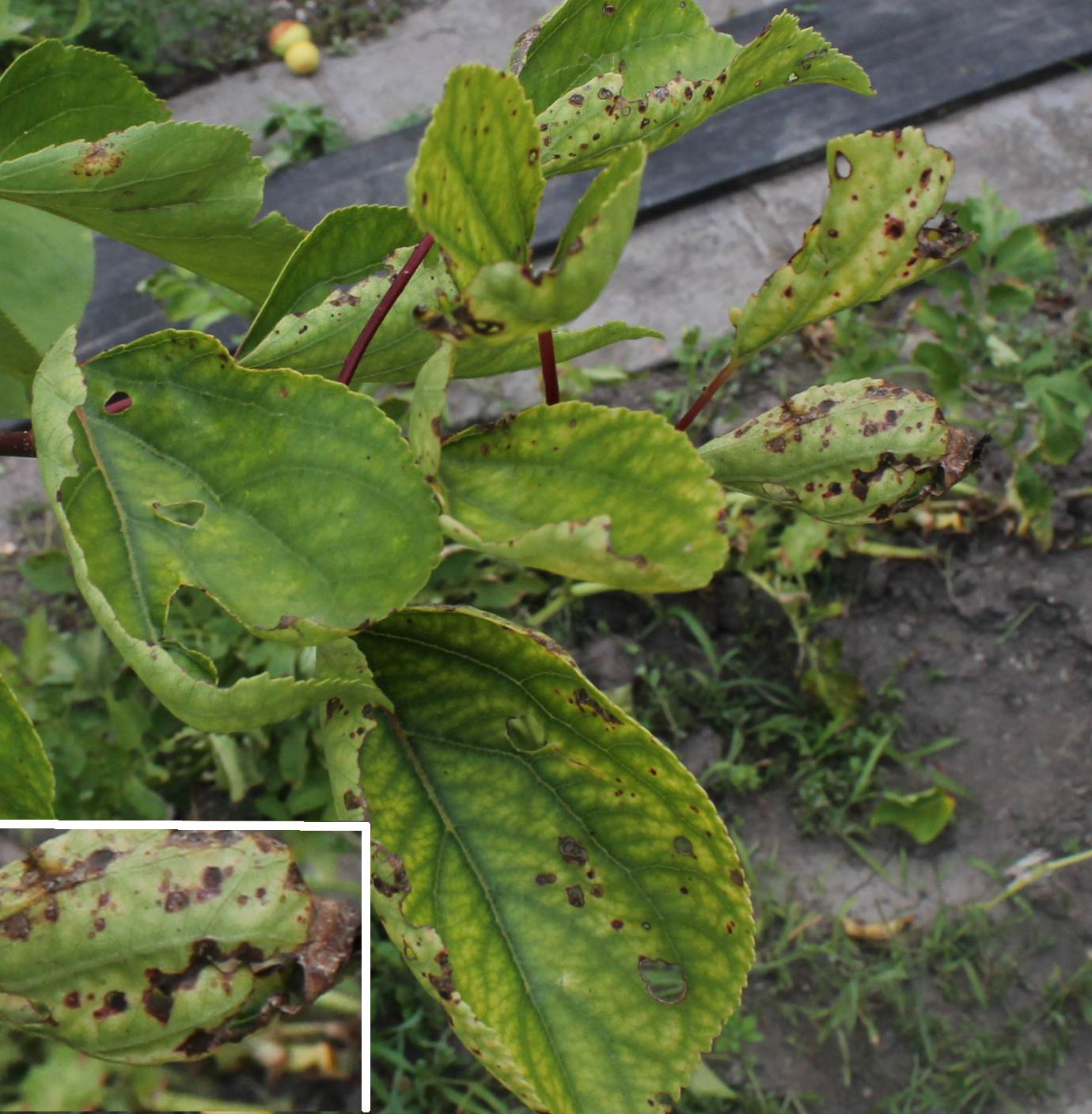
Deficiencia de hierro

El crecimiento deficiente y una variedad de trastornos, como la decoloración de las hojas (clorosis), pueden ser causados por la escasez de uno o más nutrientes de las plantas. La absorción deficiente por parte de la planta de un nutriente del suelo (u otro medio de cultivo) puede deberse a una escasez absoluta de ese elemento en el medio de cultivo, o porque ese elemento está presente en una forma que no está disponible para la planta. Esto último puede ser causado por un pH incorrecto, escasez de agua, crecimiento deficiente de las raíces o un exceso de otro nutriente. Las deficiencias de nutrientes de las plantas se pueden evitar o corregir utilizando una variedad de enfoques que incluyen la consulta de expertos en el lugar, el uso de servicios de análisis de suelos y tejidos vegetales, la aplicación de fertilizantes de mezcla recetada, la aplicación de fertilizantes orgánicos frescos o bien descompuestos y el uso de sistemas biológicos tales como cultivos de cobertura, cultivos intercalados , barbechos mejorados, cultivo bajo ley, permacultura o rotación de cultivos.
Las deficiencias de nutrientes (o minerales) incluyen:
- Deficiencia de boro
- Deficiencia de calcio
- Deficiencia de hierro
- Deficiencia de magnesio
- Deficiencia de manganeso
- Deficiencia de molibdeno
- Deficiencia de nitrógeno
- Deficiencia de fósforo
- Deficiencia de potasio
- Deficiencia de zinc